# Лекспрес
L'Express (фр. вимова: [lɛksˈpʁɛs]) — французький щотижневий журнал новин, що видається у Парижі.

## Історія

### Народження L'Express
Видання L'Express стало плодом зусиль молодого журналіста газети Le Monde Жана-Жака Шрейбера, майбутнього лідера Радикальної партії Франції. Він був сином журналіста і племінником журналіста, і тому мріяв випускати свою газету. Його дядьку і батьку належала щоденна економічна газета Les Echos. Було прийято рішення випускати по суботам щотижневу газету L'Express на кошти від передплатників Les Echos. Видання «Експрес» починало свою історію як газета — перший номер був надрукований у травні 1953 року накладом у 40 000 екземплярів на 12 сторінках таблоїдного формату. Мета видання визначалася у редакційній статті першого номера: «Допомогти нашим читачам зробити вибір. Щоб досягти успіху, ми будемо дотримуватися деяких правил. Перше — це незалежність. Ми зможемо зберегти цю незалежність, лише гарантувавши успіх. Друге — це компетентність. Слідуючи цим правилам, ми сподіваємося узяти участь у викриттях, яких так потребує наша країна…»
У створенні видання брала участь Франсуаза Жіру, яка раніше редагувала Elle і стала першим французьким міністром зі справ жінок у 1974 році та міністром культури у 1976 році. Заснований під час Індокитайської війни, журнал був створений за зразком американського Time та німецького Der Spiegel.

### Спроба стати щоденною газетою
Восени 1955 року «Експрес» відкриває нову сторінку у своїй історії. Щоб надати підтримку Республіканському фронту та радикалам Франції, видання стає щоденною газетою. Перший номер ранкової газети «Експерс» вийшов 13 жовтня 1955 року. Він був створений за зразком американських масових газет та надавав зовнішню та внутрішню інформацію. Перший номер мав наклад у 64 000 номерів, а потім ця цифра тільки падала.
Газета не стала серйозним виданням. Республіканський фронт, органом якого була газета, не досяг перемоги. Шрейбер приймає рішення повернутися до щотижневого формату видання. Як щоденне видання газета проіснувала лише 5 місяців.

### Перетворення у журнал
Оновлений «Експрес» не був простим продовженням попередника. Це був журнал у професійному вигляді, підготовлений на більш високому рівні. Багатий інформаційний матеріал, розміщений під різноманітними рубриками, репортажі з місця подій, публікації різноманітних документів допомогли відновити фінансову рівновагу. Прибутки видання почали рости, як і наклад. У травні 1953 року він становив 57 000 екземплярів, то наприкінці 1958 року він перевищив 158 000 номерів. Журнал став одним із найзначніших видань лівої преси.
Журнал підтримував політику Пьєра Менде-Франс у Індокитаї, та взагалі мав лівоцентристський ухил. Журнал виступав проти війни у Алжирі і особливо проти використання катувань. У березні 1958 року у результаті публікації статті Жана-Поля Сартра, у якій він оглядав книгу «Запитання» Генрі Оллега, публікація журналу була тимчасово припинена французьким урядом. Щоб продовжити друкуватися, журнал мав випустити новий номер без скандальної статті.
Франсуа Моріак вів у журналі постійну колонку «Блокнот», та залишив видання, коли Шарль де Голль повернувся до влади.
У 1964 році журнал став найвпливовішим журналом новин Франції за зразком німецького журналу Der Spiegel.

### Рубрика «Мадам Експрес»
Успіху видання у значній мірі сприяла рубрика «Мадам Експрес». Заснована у 1954 році за ініціативи Франсуази Жіру, вона спочатку займала 4 сторінки. З часом її обсяг зріс до розміру друкованого листа. Сторінки, призначені для жінок, чудово підготовлені, з багатьма корисними порадами привернули увагу жіночої аудиторії, яка на перших порах складалася в основному із дружин основних читачів тижневика. Потім жінки почали самі купувати журнал завдяки цій рубриці. Таким чином, збільшилась і читацька аудиторія з чоловіків цих жінок. Вірність читацької аудиторії впливала на зростання накладу видання.
Наприкінці 1950-х років рубрика збільшила свій обсяг і тепер мала вигляд окремого зошиту номера. Поступово читачки стали розділяти політичні погляди журналу.

### Журнал у 1960-1970-ті роки
У 1964 році декілька журналістів, включаючи Жана Даніеля та Андре Горза, пішли із журналу, щоб заснувати видання Le Nouvel Observateur. Тоді Серван-Шрейбер перетворив L'Express у менш політично спрямований журнал, та наклад зріс з 150 000 примірників до 500 000 за три роки.
У 1971 році у зв'язку з політичною активністю Сервана-Шрейбера як лідера Радикальної партії журнал залишили 9 журналістів, включаючи Клода Амбера, та заснували Le Point, щоб протистояти тому, що вони називали «породою французьких інтелектуалів у пресі і будь-де, з їх лівоцентристськими догмами та самовдоволеним нігілізмом».
У 1977 році Серван-Шрейбер продає журнал Джиммі Голдсміту. У 1978 році головним редактором стає Жан-Франсуа Равель.

### Журнал у 1980-90-ті роки
Уже у травні 1981 попереднього редактора заміняє Ів Кюо. У цьому році наклад журналу становить 507 000 примірників.
У 1986 році L'Express запускає кооперацію по обміну новинами з бельгійським франкомовним журналом новин Le Vif/L'Express.
У 1987 році журнал досягає накладу в 555 000 примірників, і 554 000 у 1988 році.
У 1987 році журнал проданий C.G.E. Ян Л'Екоте стає новим редактором. Він займав цю посаду до 1994 року, коли був замінений на Кристину Окрен. У 1995 році журнал купує CEP communications, філіал Гаваса. Даніс Жамбе стає новим редактором. У 1998 році Вівенді отримує контроль над концерном Гаваса і журнал повертається під його крило. Коли Вівенді спіткає фінансовий крах, у 2002 році журнал купує Socpresse.

### Журнал сьогодні
У період між 2001–2002 роками наклад видання становить 424 000 копії.
L'Express куплений Roularta Media Group в 2006.
В 2007 році наклад сягає 451 714 копій у Франції та 559 892 копії за її межами. В 2008 році L'Express мав 2,3 мільйона читачів щотижня у друкованого журналу та 2 мільйони інтернет-читачів електронної версії щомісяця.
Нині видання є правоцентристським. Журнал має додаток зі стилю життя L'Express Styles та додаток про роботу Réussir.

## Структура
Видання має 84 сторінки. На 3-й сторінці (першій, що не входить до обкладинки) традиційно публікується карикатура на політичну або іншу актуальну тему (Le dessin de plateau). Далі йде кореспонденція (Courier).
Актуальні події тижня висвітлюються у рубриці «Тиждень» (La Semain), яка має підрубрики «Франція», «Суспільство», «Європа», «Відкриття», «Світ», «Культура», «Книги». Після подій тижня видання пропонує читачеві декілька репортажів у однойменній рубриці (Reportage) та історичні статті у рубриці «Документ» (Document). Рубрика «Досьє» (Doussier) включає матеріали читацького інтересу.
Видання має невіддільний економічний додаток Economie, який також ділиться на рубрики: «Репортаж», «Актуаліте», «Ваші гроші». Завершують номер журналу рубрики «Гумор» (L'Humeur) та «Гра» (Jouer), що містить загадки та кросворди.

## Інтернет-версія
У 1996 році видання запустило власний інтернет-сайт — lexpress.fr. Сайт має багато рубрик: «Політика», «Економіка», «Світ», «Суспільство», «Фінанси», «Розваги», «Спорт», «Стиль», «Відео», «Культура», «Освіта», «Працевлаштування», «Тенденції», «Технології», «Наука», «Медіа». Інформація на сайті розміщена у вигляді довгої стрічки. В 2012 році сайт був уніфікований с журналом та отримав такий же самий логотип.
В 2013 році кількість унікальних користувачів сайту досягла 7 711 000 чоловік в місяць..
Головний редактор сайту — Емма Дефо.

## Головні редактори
- Франсуаза Жіру, Жан-Жак Шрейбер
- Пьер Віансон-Понте
- Жан Ферніо
- Крістіан Дюпейрон
- Клод Ембер
- Філіпп Грамбеч
- Жан-Франсуа Ревель
- Олів'є Тодд
- Ів Кюо[23]
- Рене де Лапортальє
- Ян де Л'Екоте
- Крістін Окрен
- Деніс Жамбар
- Крістоф Барб'є

## Відомі журналісти«L'Express»
- Альбер Камю
- Жан-Поль Сартр
- Жан-Франсуа Ревель
- Крістін Окрен
- Деніс Жамбар
- Клод Ембер
- Ян де Л'Екоте